# Vibrac (Charente)
Pour les articles homonymes, voir Vibrac.
Vibrac est une commune du Sud-Ouest de la France, située dans le département de la Charente (région Nouvelle-Aquitaine).
Ses habitants sont les Vibracais et Vibracaises, ou les Vibracois et Vibracoises.

## Géographie

### Localisation et accès
Vibrac est situé à 5 km au nord de Châteauneuf-sur-Charente et 17 km à l'ouest d'Angoulême, sur la rive droite de la Charente.
Le bourg de Vibrac est aussi situé à 6 km au sud-ouest d'Hiersac, 10 km à l'est et en amont de Jarnac, 14 km au sud de Rouillac et 21 km à l'est de Cognac.
La D 22 entre Jarnac et Châteauneuf qui longe la Charente par la rive droite traverse la commune et dessert le bourg, ainsi que la D 63 en direction de la route nationale 141 à Malvieille, qui passe à 4 km au nord du bourg, et Rouillac. La D 72 à l'est va vers Angoulême par Trois-Palis. Vibrac est à l'écart des grandes voies de communications mais bénéficie d'un pont sur la Charente.
La gare la plus proche est celle de Châteauneuf, desservie par des TER à destination d'Angoulême, Cognac, Saintes et Royan.

### Hameaux et lieux-dits
La commune ne comporte pas de hameaux.

### Communes limitrophes
|             | Moulidars       |                     |
| Saint-Simon | Vibrac          | Mosnac-Saint-Simeux |
|             | Angeac-Charente |                     |

### Géologie et relief
Le sol de la commune est calcaire et appartient en grande partie au Purbeckien, ancienne zone lagunaire de la fin du Jurassique supérieur, qui s'étendait vers l'ouest dans tout le Pays Bas et riche en gypse.
Sur la bordure orientale de la commune commence la zone du Crétacé, qui occupe toute la moitié sud du département de la Charente, ici le Cénomanien inférieur. Ce sont les premières hauteurs marquant à l'est la fin du Pays Bas.
Au sud-ouest de la route de Jarnac à Châteauneuf s'étend la vallée de la Charente, dont la partie inondable est couverte par des alluvions récentes du Quaternaire,,.
La commune occupe la vallée de la Charente sur sa rive droite. Le relief s'élève légèrement sur la limite nord-est de la commune et plus brutalement sur sa limite méridionale, où est d'ailleurs situé le point culminant à une altitude de 68 m. Le bourg, construit au bord de la Charente, est à environ 20 m d'altitude, et la partie inondable (la prée) est à 15 m d'altitude.

### Hydrographie

#### Réseau hydrographique
La commune est située dans le bassin versant de la Charente au sein du Bassin Adour-Garonne. Elle est drainée par la Charente, le Ris, qui constituent un réseau hydrographique de 5 km de longueur totale,.
La Charente fait la limite sud de la commune, qui la sépare d'Angeac. Le fleuve arrose de magnifiques prairies et se divise en plusieurs bras, formant ainsi de nombreuses îles.

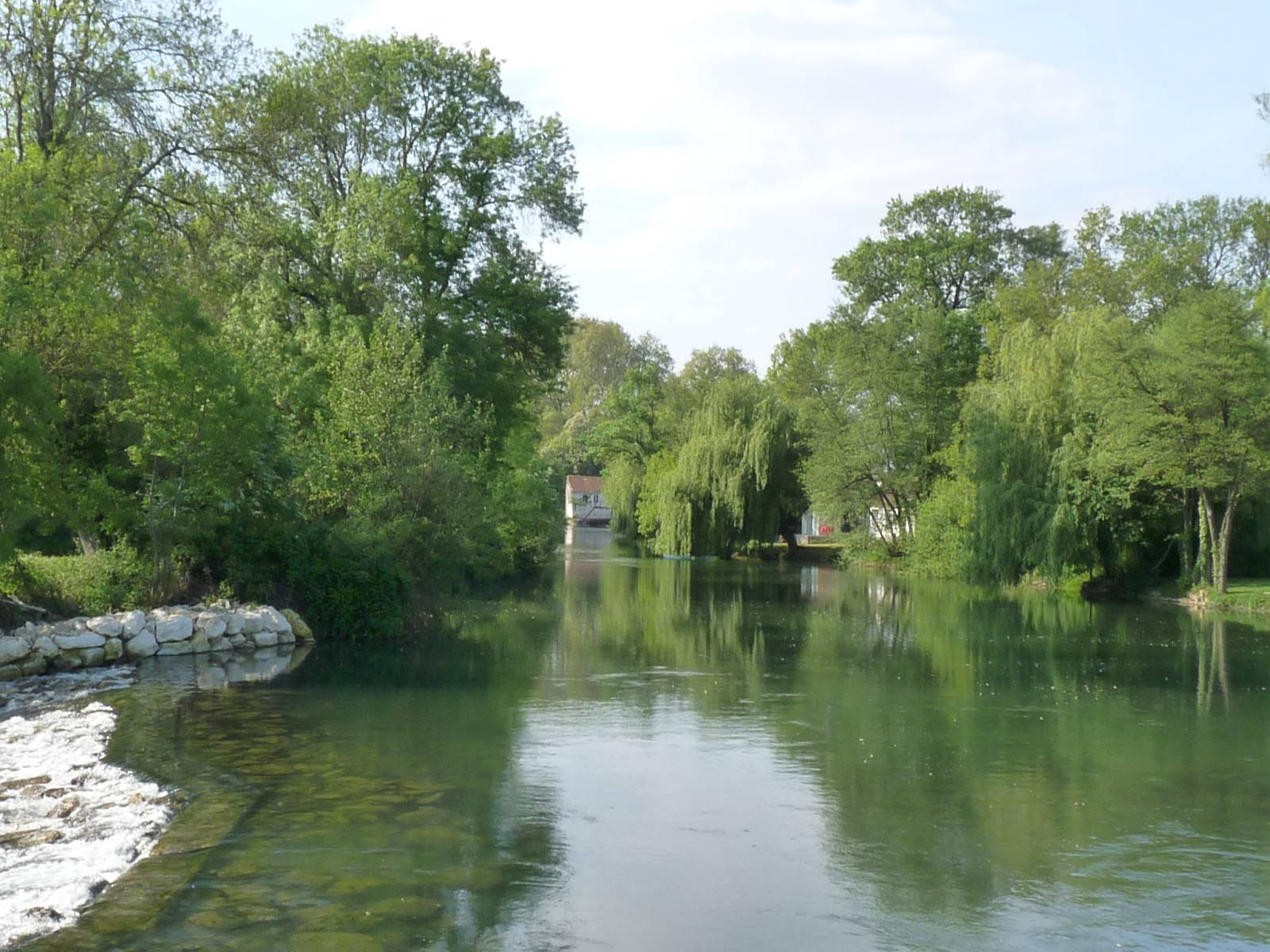
La Charente à Vibrac.
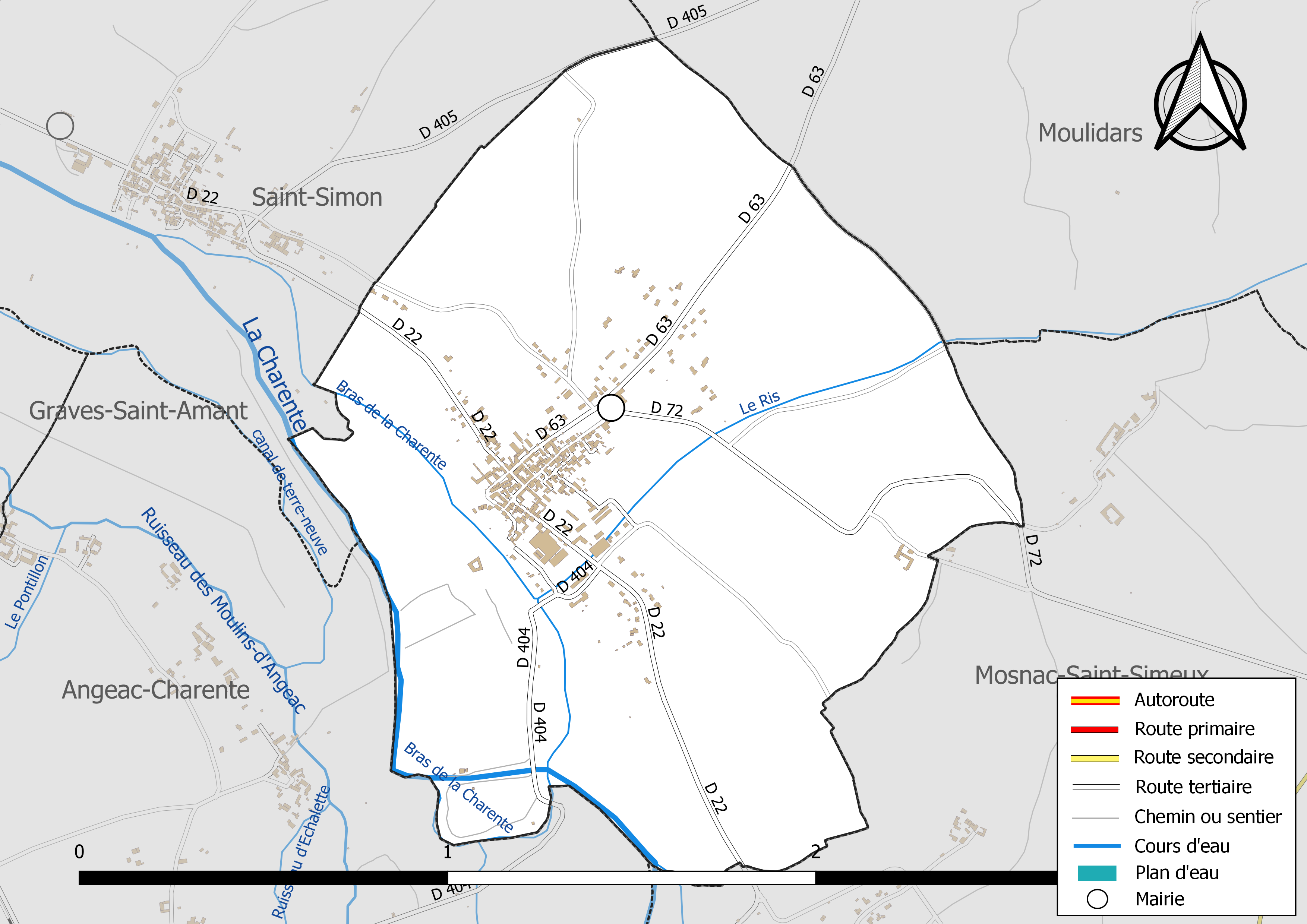
Réseaux hydrographique et routier de Vibrac

#### Gestion des eaux
Le territoire communal est couvert par le schéma d'aménagement et de gestion des eaux (SAGE) « Charente ». Ce document de planification, dont le territoire correspond au bassin de la Charente, d'une superficie de 9 300 km2, a été approuvé le 19 novembre 2019. La structure porteuse de l'élaboration et de la mise en œuvre est l'établissement public territorial de bassin Charente. Il définit sur son territoire les objectifs généraux d’utilisation, de mise en valeur et de protection quantitative et qualitative des ressources en eau superficielle et souterraine, en respect des objectifs de qualité définis dans le troisième SDAGE  du Bassin Adour-Garonne qui couvre la période 2022-2027, approuvé le 10 mars 2022.

### Climat
Comme dans les trois quarts sud et ouest du département, le climat est océanique aquitain.

## Urbanisme

### Typologie
Au 1er janvier 2024, Vibrac est catégorisée commune rurale à habitat dispersé, selon la nouvelle grille communale de densité à 7 niveaux définie par l'Insee en 2022.
Elle est située hors unité urbaine et hors attraction des villes,.

### Occupation des sols
L'occupation des sols de la commune, telle qu'elle ressort de la base de données européenne d’occupation biophysique des sols Corine Land Cover (CLC), est marquée par l'importance des territoires agricoles (72,7 % en 2018), en diminution par rapport à 1990 (74,6 %). La répartition détaillée en 2018 est la suivante : 
terres arables (54,3 %), zones urbanisées (16,1 %), cultures permanentes (14,8 %), forêts (11,2 %), zones agricoles hétérogènes (3,6 %). L'évolution de l’occupation des sols de la commune et de ses infrastructures peut être observée sur les différentes représentations cartographiques du territoire : la carte de Cassini (XVIIIe siècle), la carte d'état-major (1820-1866) et les cartes ou photos aériennes de l'IGN pour la période actuelle (1950 à aujourd'hui).

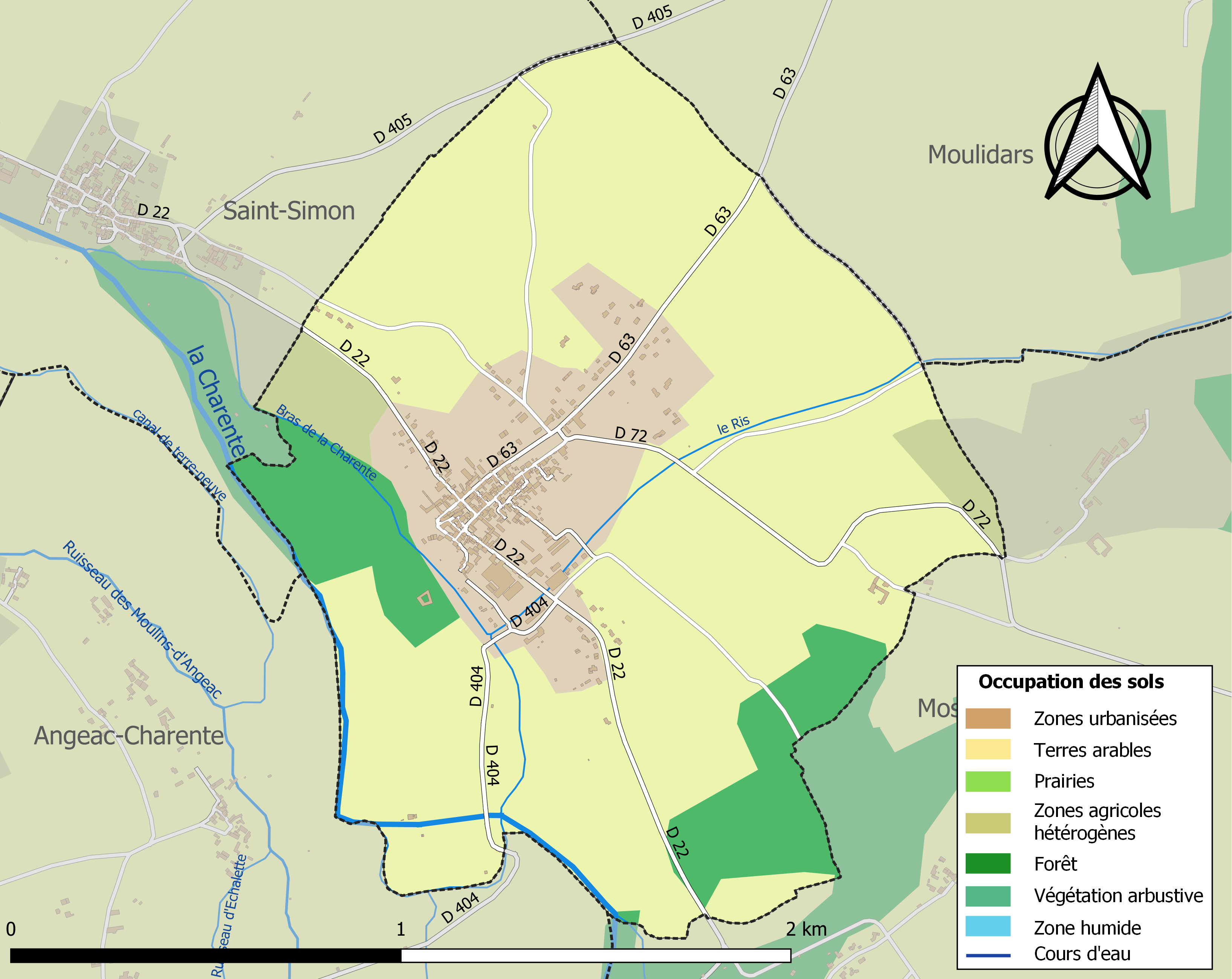
Carte des infrastructures et de l'occupation des sols de la commune en 2018 (CLC).

### Risques majeurs
Le territoire de la commune de Vibrac est vulnérable à différents aléas naturels : météorologiques (tempête, orage, neige, grand froid, canicule ou sécheresse), inondations et séisme (sismicité modérée). Un site publié par le BRGM permet d'évaluer simplement et rapidement les risques d'un bien localisé soit par son adresse soit par le numéro de sa parcelle.
La commune fait partie du territoire à risques importants d'inondation (TRI) Saintes-Cognac-Angoulême, regroupant 46 communes concernées par un risque de débordement du fleuve Charente (34 en Charente et 12 en Charente-Maritime), un des 18 TRI qui ont été arrêtés fin 2012 sur le bassin Adour-Garonne. Les événements antérieurs à 2014 les plus significatifs sont les crues de l'hiver 1779, de 1842, de 1859, du 9 décembre 1882 du 19 février 1904, du 10 janvier 1961, de mars-avril 1962, du 24 décembre 1982 et du 8 janvier 1994. Des cartes des surfaces inondables ont été établies pour trois scénarios : fréquent (crue de temps de retour de 10 ans à 30 ans), moyen (temps de retour de 100 ans à 300 ans) et extrême (temps de retour de l'ordre de 1 000 ans, qui met en défaut tout système de protection). La commune a été reconnue en état de catastrophe naturelle au titre des dommages causés par les inondations et coulées de boue survenues en 1982, 1993 et 1999,.

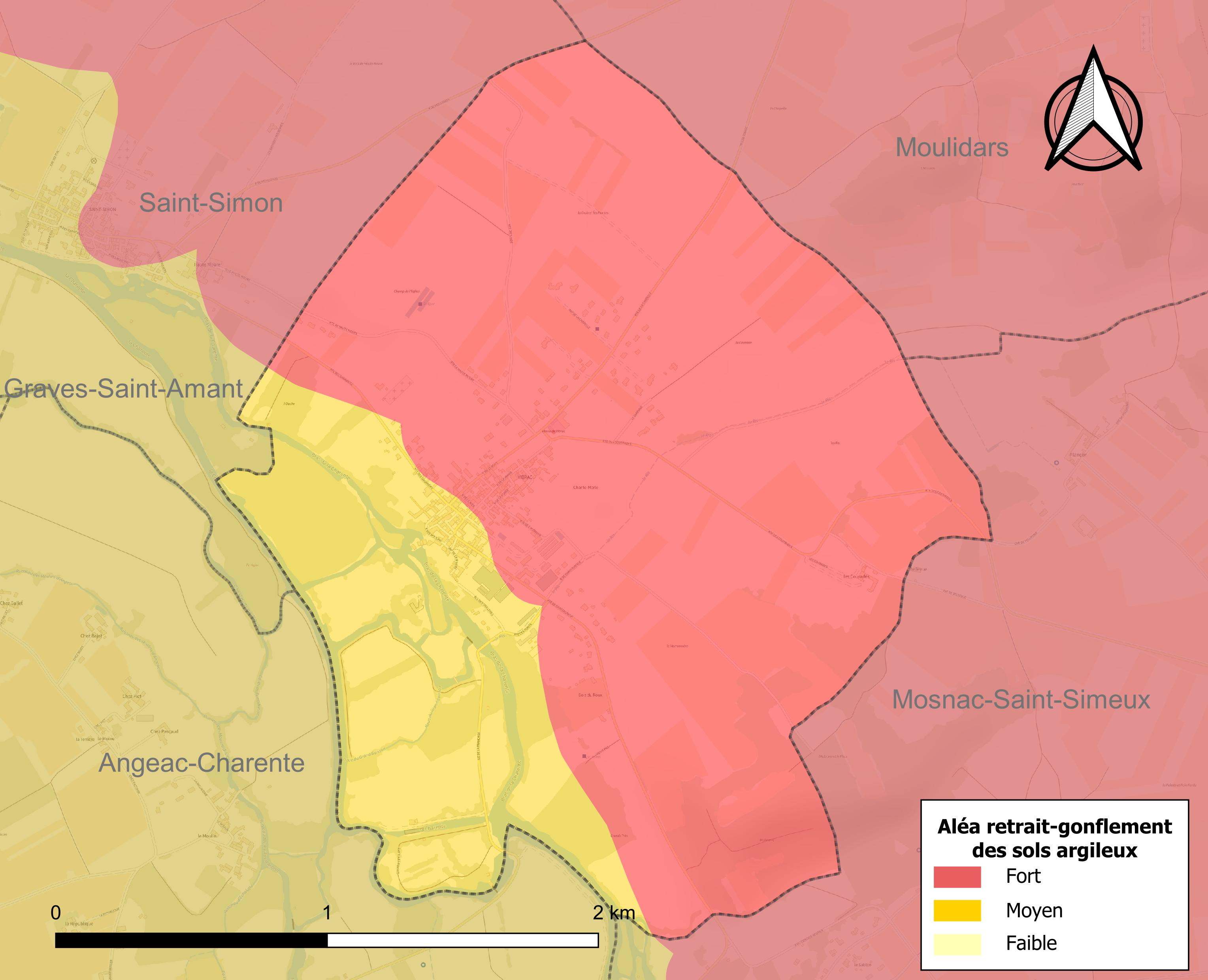
Carte des zones d'aléa retrait-gonflement des sols argileux de Vibrac.

Le retrait-gonflement des sols argileux est susceptible d'engendrer des dommages importants aux bâtiments en cas d’alternance de périodes de sécheresse et de pluie. La totalité de la commune est en aléa moyen ou fort (67,4 % au niveau départemental et 48,5 % au niveau national). Sur les 171 bâtiments dénombrés sur la commune en 2019, 171 sont en aléa moyen ou fort, soit 100 %, à comparer aux 81 % au niveau départemental et 54 % au niveau national. Une cartographie de l'exposition du territoire national au retrait gonflement des sols argileux est disponible sur le site du BRGM,.
Par ailleurs, afin de mieux appréhender le risque d’affaissement de terrain, l'inventaire national des cavités souterraines permet de localiser celles situées sur la commune.
Concernant les mouvements de terrains, la commune a été reconnue en état de catastrophe naturelle au titre des dommages causés par des mouvements de terrain en 1999.

## Toponymie
Le nom est attesté sous la forme ancienne Vibrac ou Vibraco en 1299.
L'origine du nom de Vibrac remonterait à un nom de personne gallo-romain Vibrius auquel est apposé le suffixe -acum, ce qui correspondrait à Vibriacum, « domaine de Vibrius ».

## Histoire
Le Fossé au Comte était un retranchement construit par les comtes d'Angoulême avant le IXe siècle pour tenter de se protéger contre les invasions normandes. Ce fossé long de 20 km reliait la Charente en amont d'Angoulême à la Charente en aval, et allait du nord-est au sud-ouest de Montignac à Vibrac, plus exactement à son château,,,.
Au milieu d'une île entourée par la Charente et cachée par un rideau de verdure, s'élève une vaste construction abandonnée. C'est l'ancien château de Vibrac, construit au XVe siècle par les seigneurs de Mareuil. Ce château devait être très important, et pourtant, à partir du XVIIe siècle, il fut peu habité par ses possesseurs qui, appartenant tous à d'illustres familles, en abandonnant la garde à des intendants.
Au Moyen Âge, la terre de Vibrac appartenait à la famille de Montchaude. Hugues de Montchaude, qui possédait Vibrac au XIVe siècle, maria sa fille, Jovide, à Raymond de Mareuil, seigneur de Villebois, qui par ce mariage devint également seigneur de Vibrac.
Un neveu de Hugues de Montchaude avait embrassé la cause des Anglais, qui ravageaient alors la France (c'était l'époque de la guerre de Cent Ans). Le château a été pris et repris plusieurs fois durant la guerre de Cent Ans.Pour le punir le roi Jean le dépouilla de tous ses biens en faveur de Raymond de Mareuil.
La famille de Mareuil conserva Vibrac jusque vers le milieu du XVIe siècle. Guy II de Mareuil fut sénéchal d'Angoumois. Ce dernier, de ses deux mariages eut, entre autres Gabrielle ; elle fut mariée, en 1541, à Nicolas d'Anjou, marquis de Mézières, qui fut gouverneur d'Angoulême ; il n'eut, lui-même qu'une fille, Renée, qui épousa, en 1566, François de Bourbon, duc de Montpensier. Leur fils unique vendit, vers 1597, Vibrac à Jean-Louis de Nogaret de La Valette, duc d'Épernon et gouverneur d'Angoumois.
Ce dernier revendit, en 1684, son duché de La Valette, les châtellenies d'Angeac et de Vibrac au maréchal de Navailles, qui mourut en 1684, laissant trois héritières ; la plus jeune, Gabrielle, prit pour époux le marquis de Pompadour, dont elle eut une fille, Françoise, qui épousa messire Philippe de Courcillon, marquis de Dangeau, gouverneur de Touraine.
Vibrac passa à ses héritiers, qui le vendirent un peu après 1784.
Un autre petit logis, sis sur le coteau qui domine le bourg de Vibrac, les Courades, dépendait du château de Vibrac.
C'était une seigneurie qui, à la fin du XVIe siècle, appartenait à la famille de Lestang. Le dernier représentant de cette famille, Aymar de Lestang, mourut vers la fin du XVIe siècle. Sa fille, Marie de Lestang, épousa en 1607, Josias Mehée, sieur de La Ferrière. Par son mariage avec Isaïe Méhée, Anne le Musnier, fille du seigneur d'Ardenne, devint maîtresse des Courades. Anne, devenue veuve, se remaria avec René Méhée, seigneur d'Anqueville.
Lors du partage des biens en 1691, elle réunit les deux domaines d'Ardenne et des Courades, qu'elle transmit à son fils Pierre Méhée. Ce dernier étant mort sans enfants en 1760, la terre des Courades passa à Cyprien-Gabriel de Terrasson. En 1821, le domaine fut morcelé.

## Administration

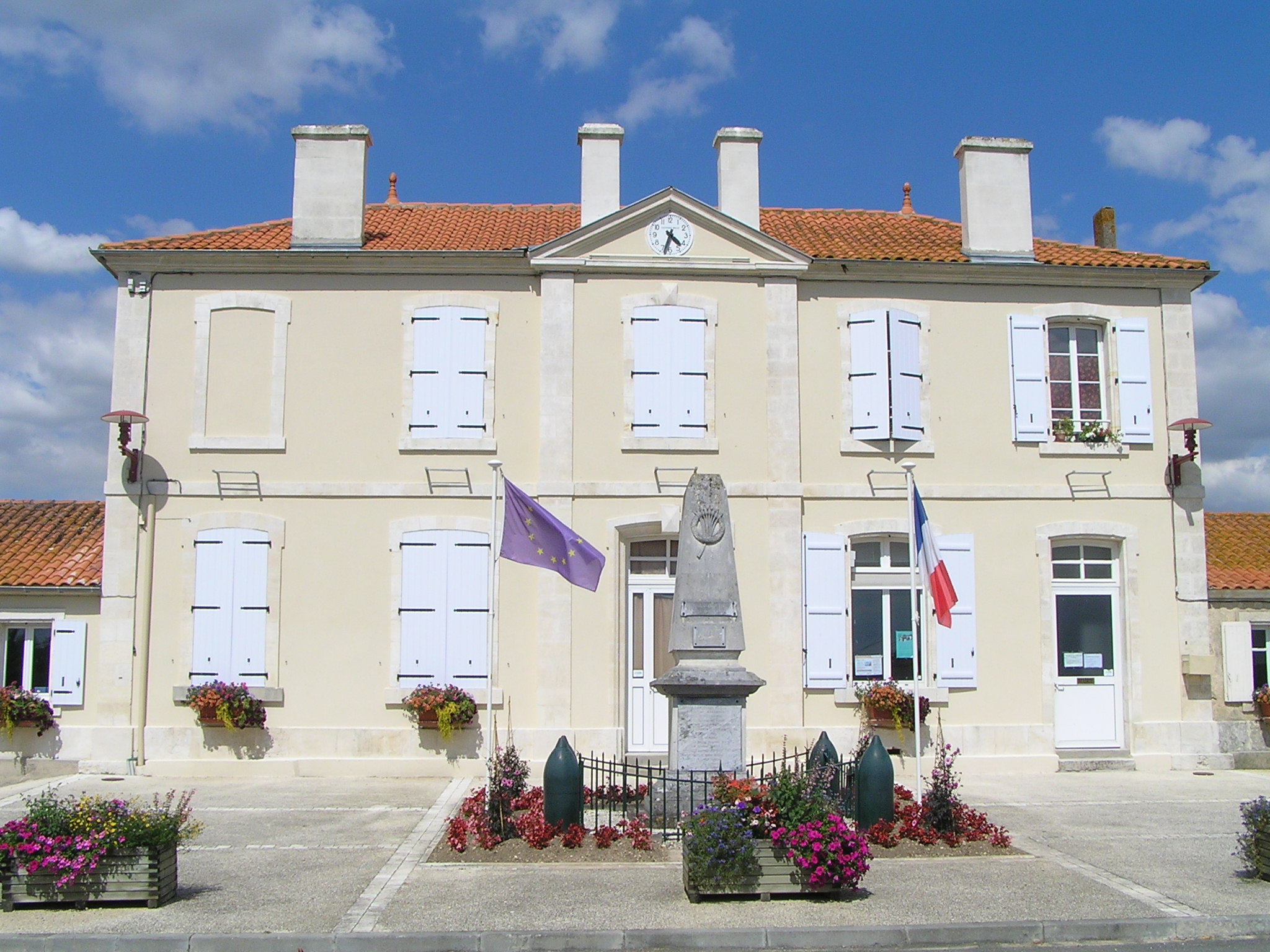
La mairie de Vibrac.

| Période                                  | Période  | Identité                | Étiquette | Qualité               |
| ---------------------------------------- | -------- | ----------------------- | --------- | --------------------- |
| Les données manquantes sont à compléter. |          |                         |           |                       |
| 1989                                     | 2014     | Claude Guillot          | SE        | Horticulteur retraité |
| 2014                                     | En cours | Marie-Christine Grignon |           |                       |

## Démographie

### Évolution démographique
L'évolution du nombre d'habitants est connue à travers les recensements de la population effectués dans la commune depuis 1793. Pour les communes de moins de 10 000 habitants, une enquête de recensement portant sur toute la population est réalisée tous les cinq ans, les populations de référence des années intermédiaires étant quant à elles estimées par interpolation ou extrapolation. Pour la commune, le premier recensement exhaustif entrant dans le cadre du nouveau dispositif a été réalisé en 2008.

En 2022, la commune comptait 294 habitants, en évolution de +0,34 % par rapport à 2016 (Charente : −0,48 %, France hors Mayotte : +2,11 %).
| 1793 | 1800 | 1806 | 1821 | 1831 | 1841 | 1846 | 1851 | 1856 |
| ---- | ---- | ---- | ---- | ---- | ---- | ---- | ---- | ---- |
| 469  | 435  | 461  | 476  | 458  | 436  | 506  | 496  | 429  |

| 1861 | 1866 | 1872 | 1876 | 1881 | 1886 | 1891 | 1896 | 1901 |
| ---- | ---- | ---- | ---- | ---- | ---- | ---- | ---- | ---- |
| 416  | 420  | 402  | 378  | 381  | 353  | 317  | 314  | 282  |

| 1906 | 1911 | 1921 | 1926 | 1931 | 1936 | 1946 | 1954 | 1962 |
| ---- | ---- | ---- | ---- | ---- | ---- | ---- | ---- | ---- |
| 297  | 291  | 267  | 265  | 244  | 233  | 239  | 243  | 225  |

| 1968 | 1975 | 1982 | 1990 | 1999 | 2006 | 2008 | 2013 | 2018 |
| ---- | ---- | ---- | ---- | ---- | ---- | ---- | ---- | ---- |
| 246  | 266  | 232  | 223  | 244  | 290  | 303  | 301  | 282  |

| 2022 | - | - | - | - | - | - | - | - |
| ---- | - | - | - | - | - | - | - | - |
| 294  | - | - | - | - | - | - | - | - |

### Pyramide des âges
La population de la commune est relativement âgée.
En 2018, le taux de personnes d'un âge inférieur à 30 ans s'élève à 27,6 %, soit en dessous de la moyenne départementale (30,2 %). À l'inverse, le taux de personnes d'âge supérieur à 60 ans est de 34,8 % la même année, alors qu'il est de 32,3 % au niveau départemental.
En 2018, la commune comptait 140 hommes pour 142 femmes, soit un taux de 50,35 % de femmes, légèrement inférieur au taux départemental (51,59 %).
Les pyramides des âges de la commune et du département s'établissent comme suit.
| Hommes | Classe d’âge | Femmes |
| ------ | ------------ | ------ |
| 0,7    | 90 ou +      | 1,4    |
| 11,4   | 75-89 ans    | 7,0    |
| 22,9   | 60-74 ans    | 26,1   |
| 23,6   | 45-59 ans    | 21,8   |
| 15,0   | 30-44 ans    | 14,8   |
| 12,9   | 15-29 ans    | 12,0   |
| 13,6   | 0-14 ans     | 16,9   |

| Hommes | Classe d’âge | Femmes |
| ------ | ------------ | ------ |
| 1      | 90 ou +      | 2,7    |
| 9,2    | 75-89 ans    | 12     |
| 20,6   | 60-74 ans    | 21,3   |
| 20,7   | 45-59 ans    | 20,3   |
| 16,8   | 30-44 ans    | 16     |
| 15,6   | 15-29 ans    | 13,4   |
| 16,1   | 0-14 ans     | 14,3   |

## Économie
La viticulture occupe une partie de l'activité agricole. La commune est classée dans les Fins Bois, dans la zone d'appellation d'origine contrôlée du cognac.
Les moulins ont joué un grand rôle économique. Selon les sources, il y aurait eu au XIXe siècle un moulin à blé et un moulin à huile ou un moulin à plâtre et deux moulins à blé.
Actuellement l'agriculture est la principale activité. Il y a aussi une importante société d'horticulture spécialisée en fleurs et quelques artisans (maçon, plombier, électricien).

## Équipements, services et vie locale

### Enseignement
L'école est un RPI entre Moulidars et Vibrac. Vibrac accueille l'école élémentaire et Moulidars l'école primaire. L'école communale a une classe unique. Le secteur du collège est Châteauneuf.

### Autres services
Ils se trouvent dans les communes avoisinantes et surtout à Châteauneuf.

### Associations culturelles et sportives
Le comité des fêtes organise une grande fête annuelle pour le 15 août.

## Lieux et monuments

### Patrimoine religieux

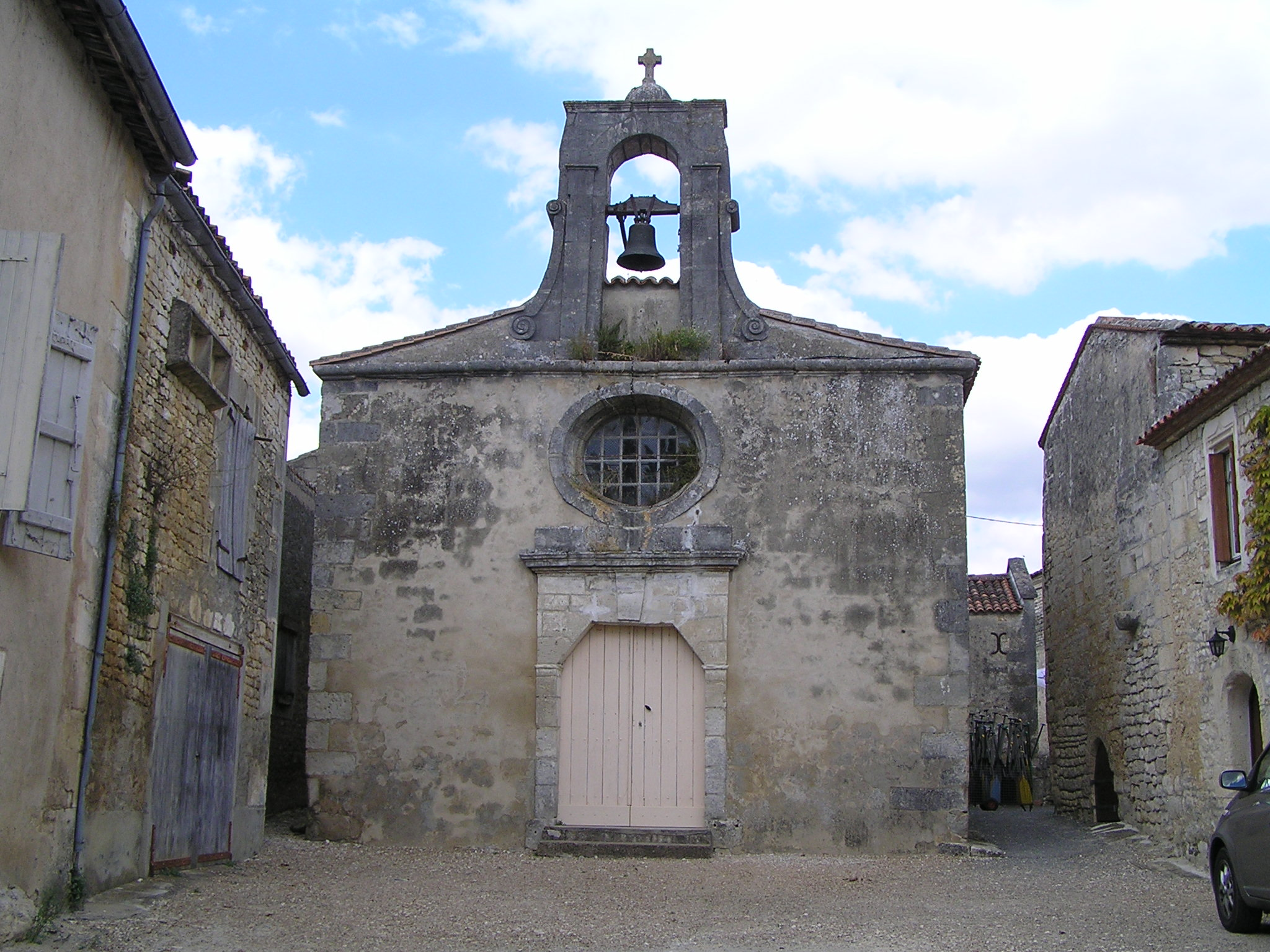
L'église paroissiale.

L'église paroissiale Saint-Pierre a été construite au XIIe siècle. Elle a été remaniée d'abord au XVIe siècle et la petite chapelle gauche porte la date de 1594, puis au XIXe siècle, et le portail porte la date de 1826. Ensuite elle a été restaurée en 1896.
La chapelle Notre-Dame de Vibrac qui est mentionnée sur la carte de Cassini a disparu après la Révolution. Elle était située sur la route de Moulidars, à côté du Fossé au Comte.

### Patrimoine civil
Du château de Vibrac il reste des ruines dans une île de la Charente, une chapelle, un pont et des communs. Ce château fort du XIIIe siècle aurait été reconstruit au XVe siècle, puis remanié aux XVIIe et XVIIIe siècles. Il a été dessiné par Claude Chastillon, dans sa Topographie française.
Le logis des Courades, seigneurie ayant appartenu à la fin du XVIe siècle à la famille de Lestang, était une construction composée de cinq tours dont il n'en reste qu'une. Le logis, lui, date du XVIIe siècle.
Une maison du XVIe siècle qui aurait été l'ancien presbytère, deux maisons du XVIIIe siècle, trois moulins qui existaient en 1834 forment tout un patrimoine bâti remarquable.
La commune comporte un pont datant peut-être du XIIe siècle, pont coudé en calcaire assez caractéristique et connu, appelé Petit Pont et un du XVIIIe siècle connu sous le nom de Pont de bois ou pont de Bouet. Ces deux ponts traversent les deux bras principaux de la Charente.

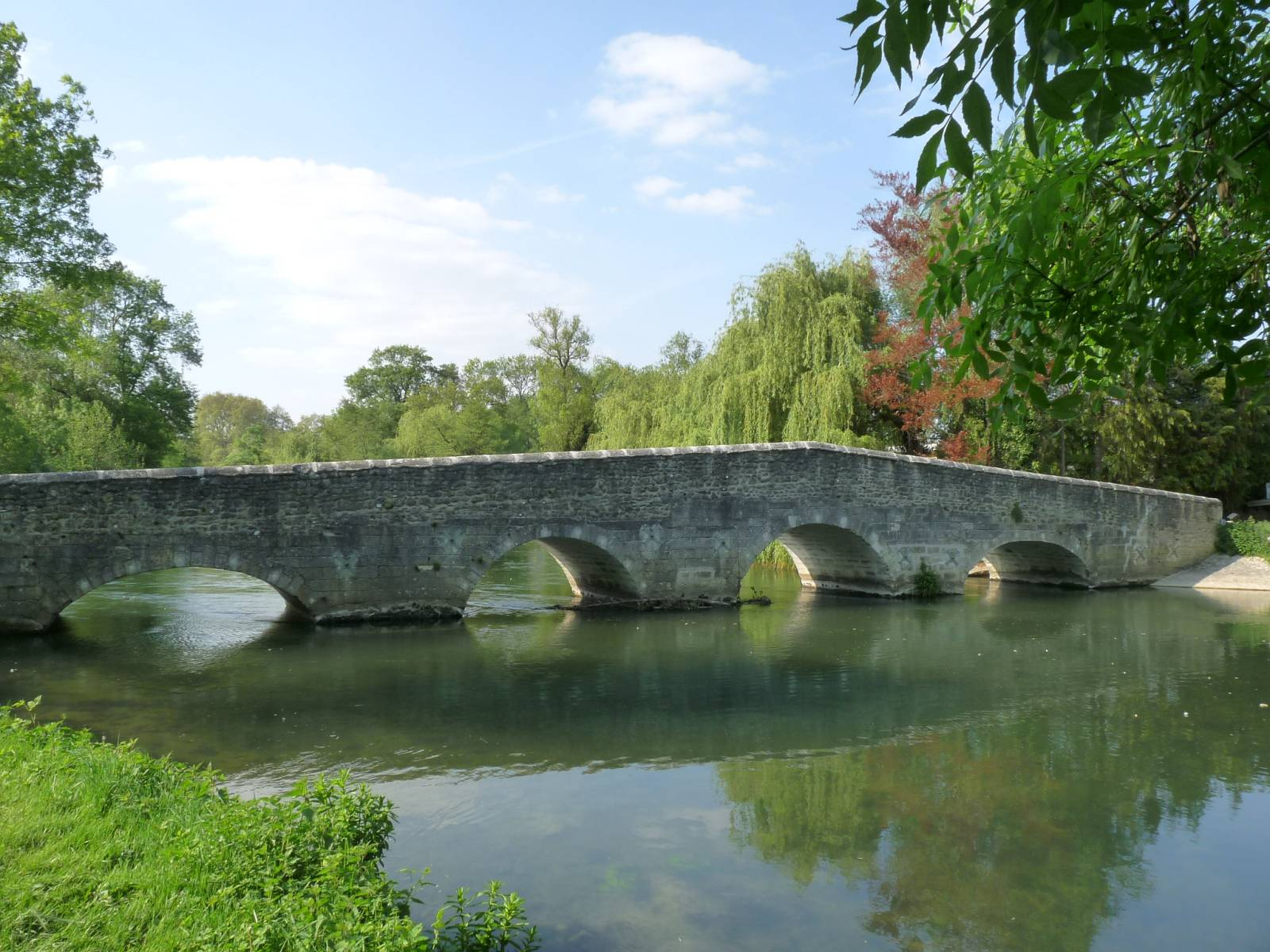
Pont coudé sur la Charente.
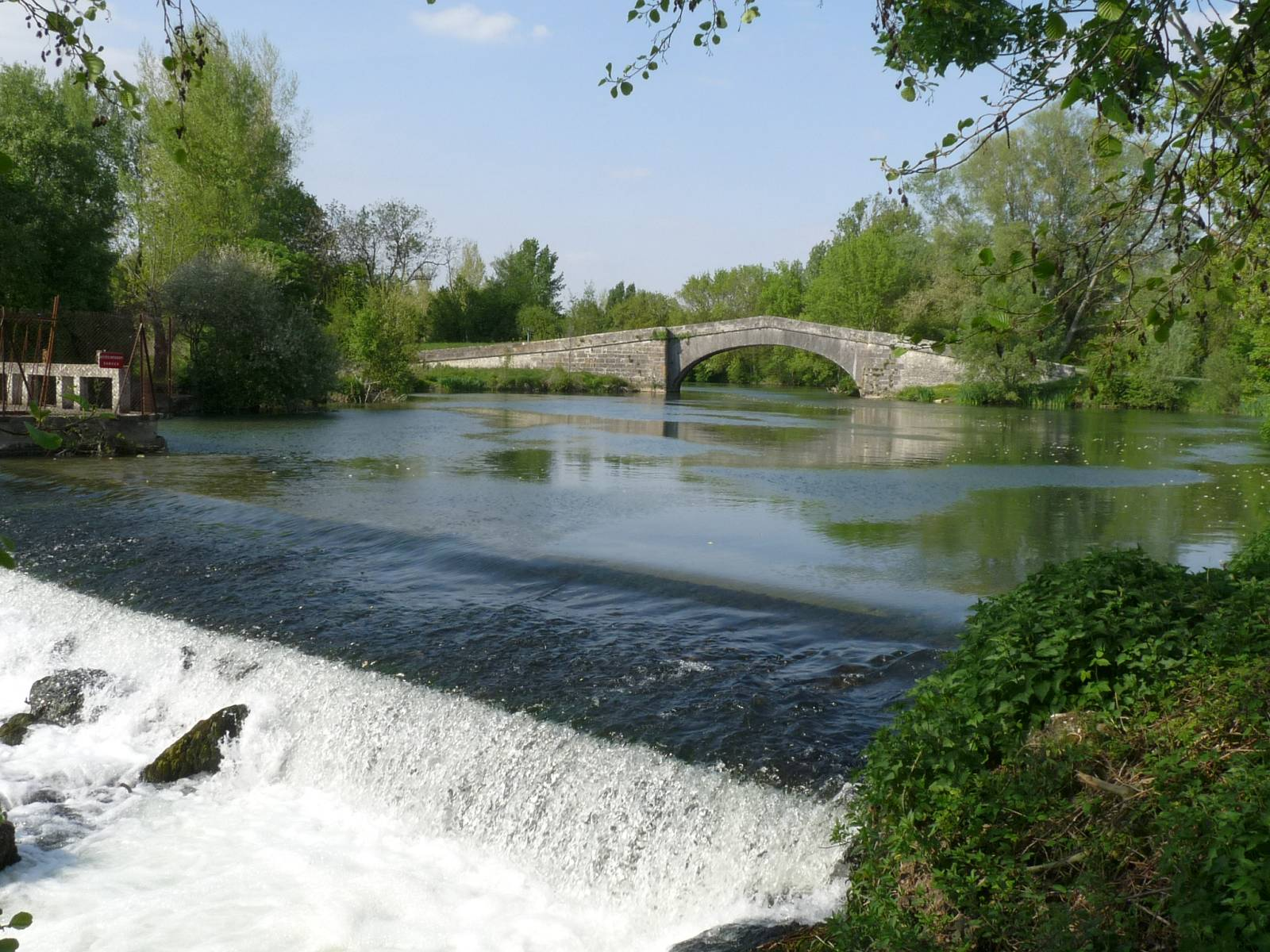
Petit Pont, en limite avec Angeac.
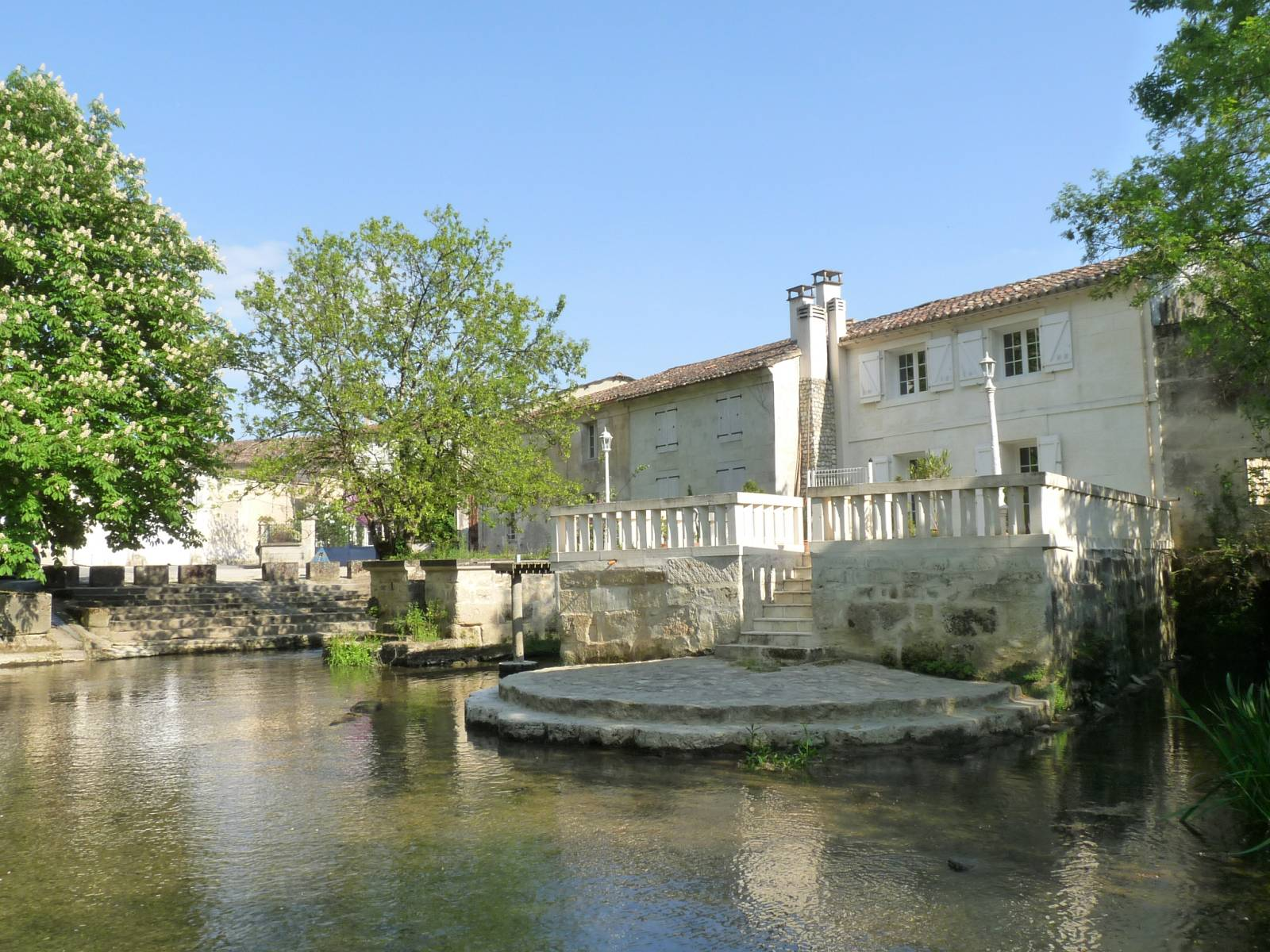
Moulins, au bourg.
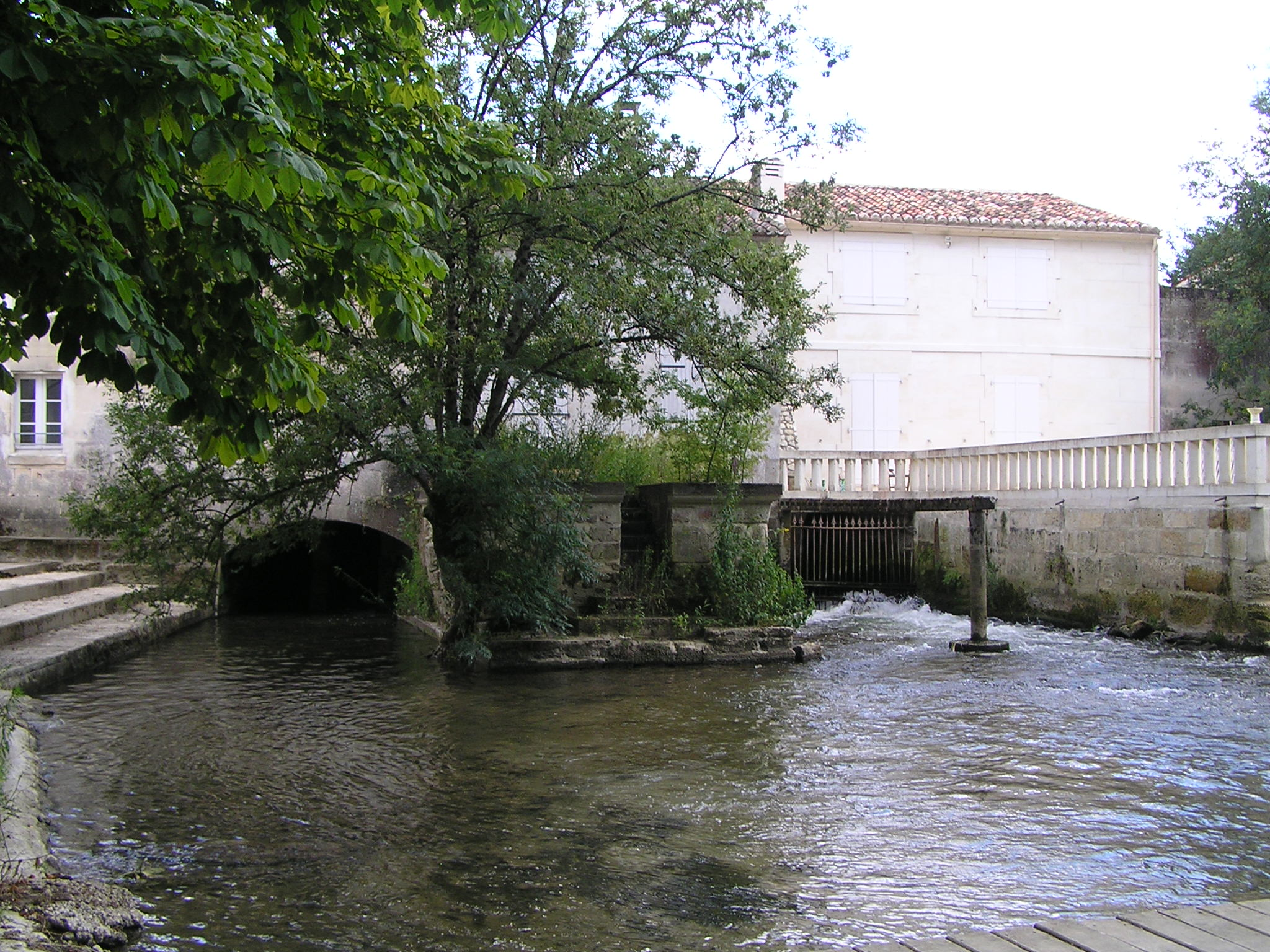
Moulin.
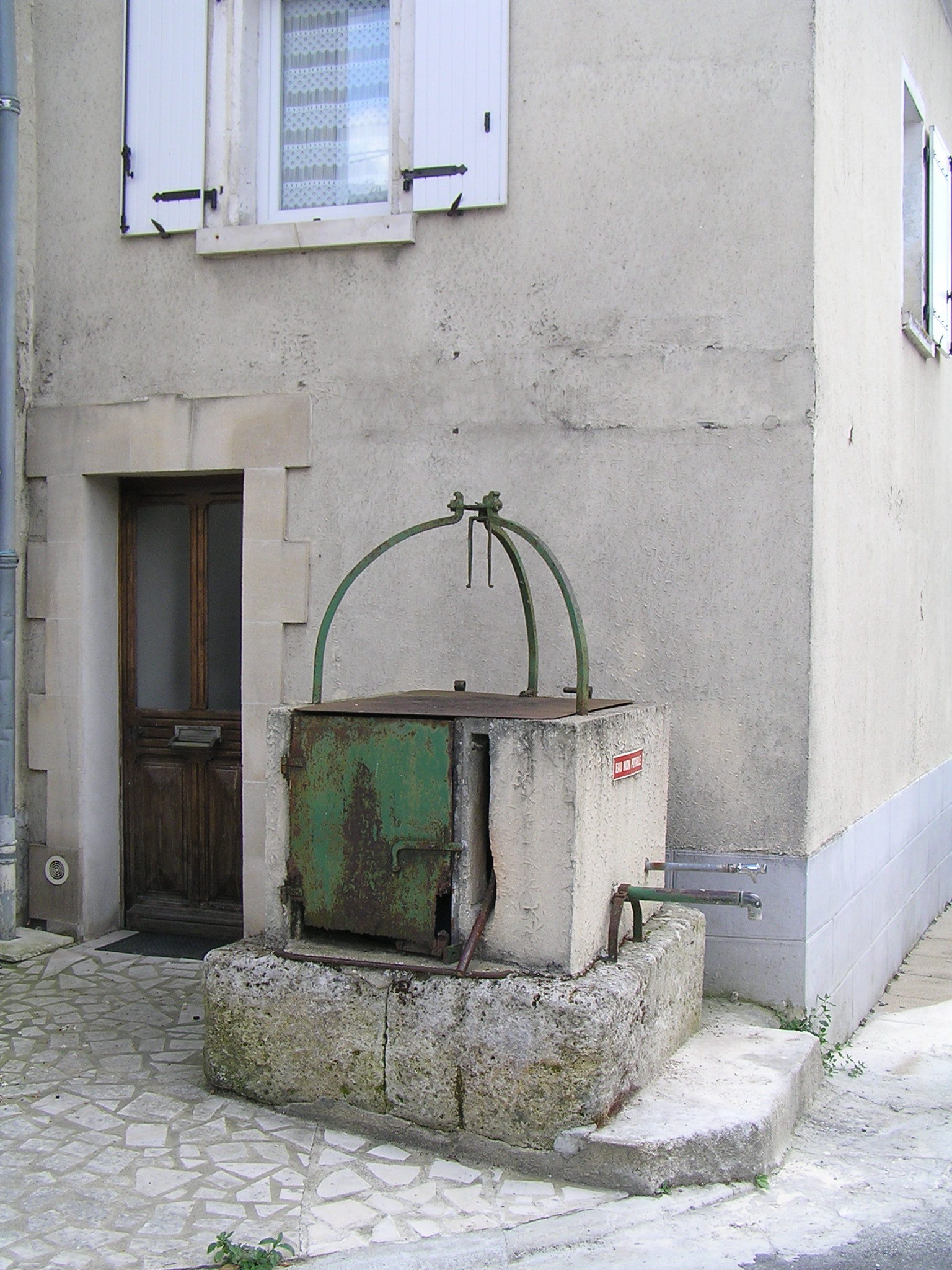
Puits.

### Patrimoine environnemental

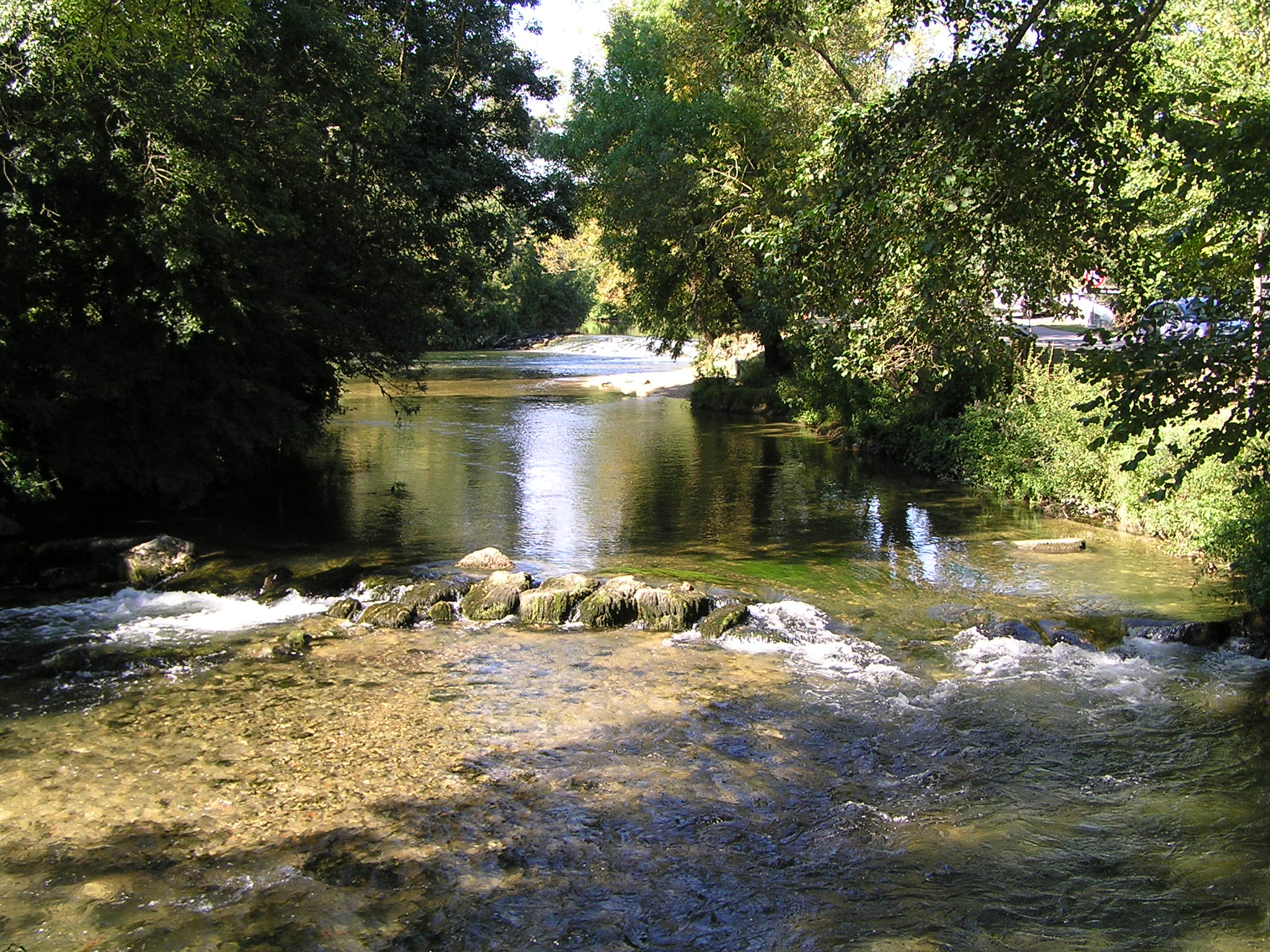
La Charente
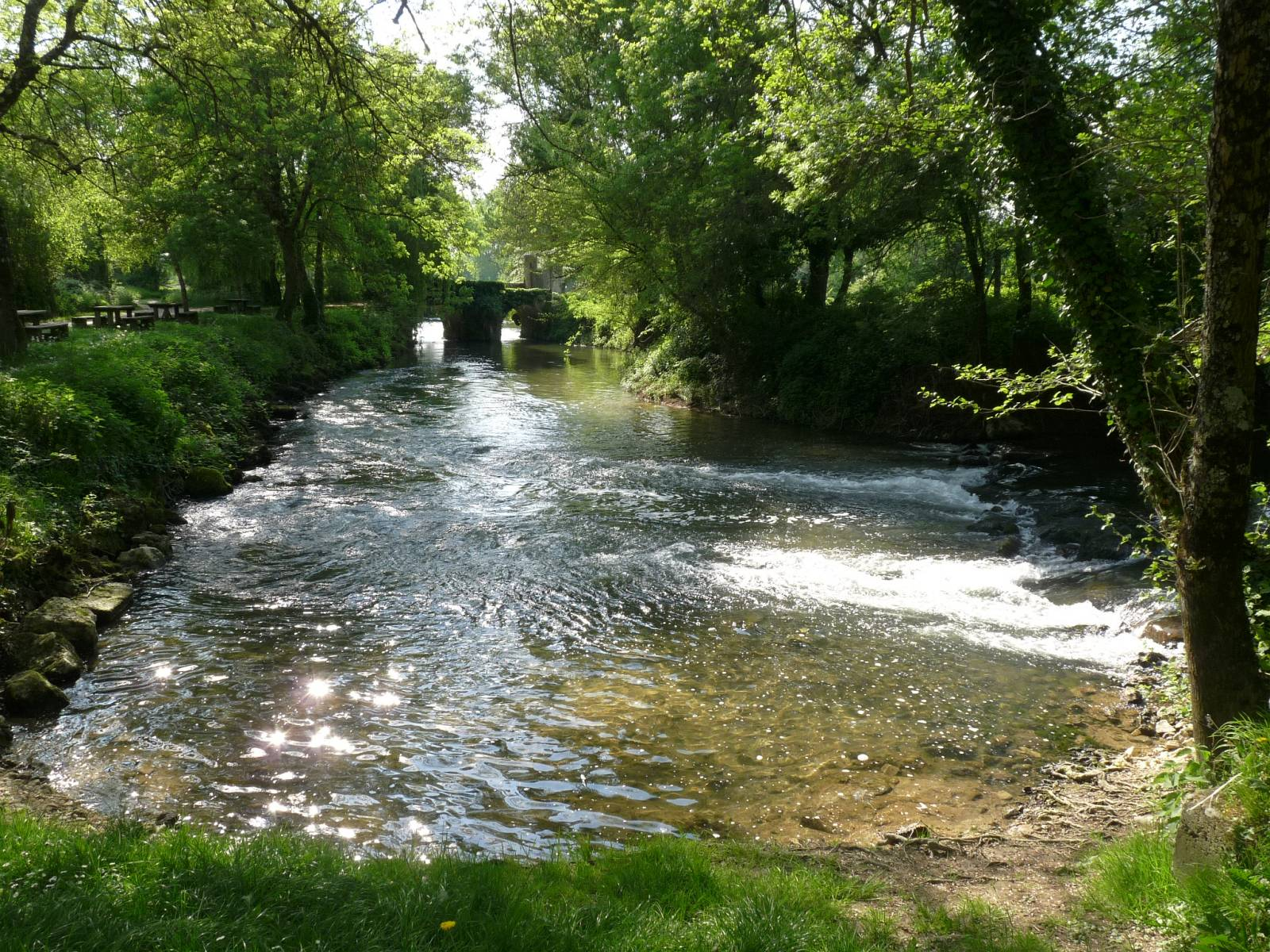
Bras et aire de détente
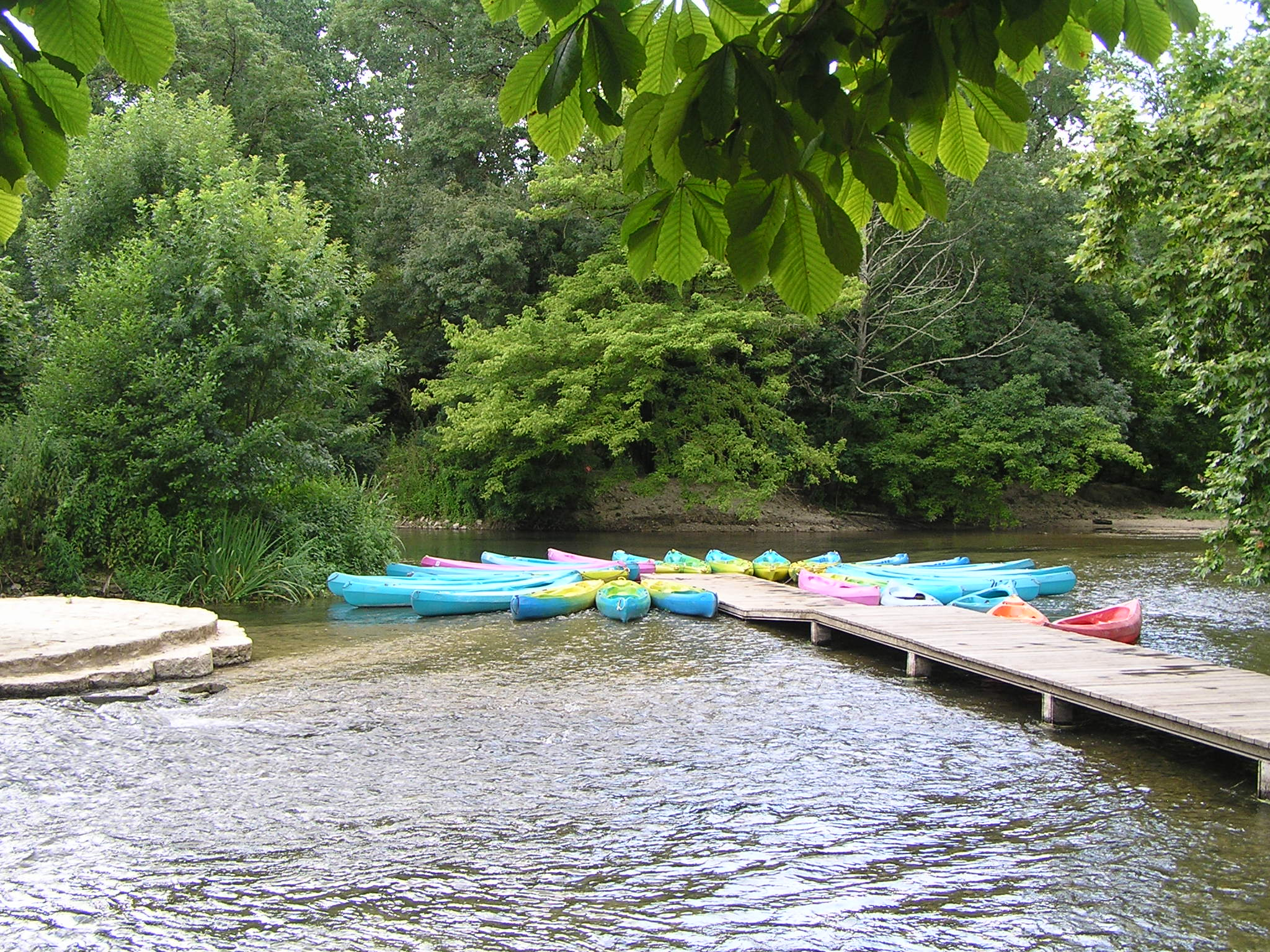
Base de canoës.

## Personnalités liées à la commune

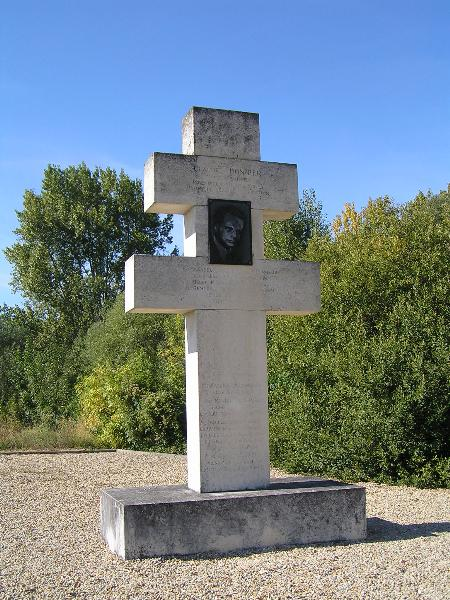
Mémorial Claude-Bonnier.

- Claude Bonnier, résistant, qui a donné son nom à la route Claude-Bonnier qui part de Vibrac et va jusqu'au Mémorial de la Résistance à Chasseneuil par la N 141. Un monument est dressé près de la Charente sur l'île de l'écluse.